# Паскаль Нума
Паскаль Нума (фр. Pascal Nouma, нар. 6 січня 1972, Епіне-сюр-Сен) — колишній французький футболіст, що грав на позиції нападника.
Вихованець «Парі Сен-Жермена», з яким став володарем Кубка Франції, Кубка французької ліги, Суперкубка Франції, а також Кубка Кубків УЄФА. Крім того виступав за ряд інших французьких клубів, а також турецький «Бешикташ», катарський «Аль-Хор» та шотландський «Лівінгстон».

## Ігрова кар'єра
Вихованець «Парі Сен-Жермена». У дорослому футболі дебютував 1988 року виступами за другу комавнду «ПСЖ», в якій провів один сезон, взявши участь у 18 матчах чемпіонату.
Своєю грою за цю команду привернув увагу представників тренерського штабу основної команди, до складу якої приєднався 1989 року. Відіграв за паризьку команду наступні три сезони своєї ігрової кар'єри, проте основним гравцем так і не став, програвши конкуренцію Златко Вуйовичу та Сафету Сушичу.
З 1992 року по сезону провів у «Ліллі» і «Кані», після чого повернувся в «Парі Сен-Жермен». Як і першого разу, спочатку його роль зводилася до статусу дублера пари форвардів Давід Жинола — Джордж Веа, а в сезоні 1995/96 — Хуліо Делі Вальдес — Патріс Локо. Незважаючи на це, він забив по 5 голів у Лізі 1 в кожному з цих двох сезонів. Крім того, у 1995 році він виграв з командою Кубок Франції і Кубок Ліги, а в 1996 році — став віце-чемпіоном Франції та володарем Кубка Кубків УЄФА (у фіналі парижани здолали віденський «Рапід» 1:0, але Нума на поле не вийшов).
Влітку 1996 року Паскаль відправився в «Страсбур». У своєму першому сезоні він забив 14 голів, що стало його особистим найкращим результатом в Лізі 1. В кінці сезону він також виграв свій другий в кар'єрі Кубок Ліги, забивши свій післяматчевий пенальті у ворота Жильбера Бодара з «Бордо».
Влітку 1998 року Нума підписав контракт з «Лансом», з яким знову виграв ще один Кубок Ліги, обігравши в фіналі «Мец» 1:0.
На початку 2000-х років у футболіста був діагностований рак і протягом 8 місяців він проходив курс лікування — радіотерапію і хіміотерапію.
|                | Лікарі сказали мені, що я не зможу грати у футбол, але я відповів, що футбол — це моє життя, і пройшов додатковий курс терапії, а перед тим, як знову приступити до занять футболом пройшов ще й спеціальне лікування — мені вводили ліки безпосередньо в тіло і кров. У мене випало все волосся, почали випадати брови і за короткий період часу я втратив 20 кг. Коли я перейшов в «Бешикташа», там знали про мою хворобу. Після підписання контракту я почав регулярні заняття, але я не міг як слід тренуватися — через 5 хвилин я завершував тренування. Кожен день я молився Всевишньому дати мені зайву тренувальну хвилину, ось завтра я буду бігати 6 хвилин, а післязавтра вже 7. Кожна хвилина значила для мене дуже багато. Весь цей час ніхто з моїх близьких не знав про мою хворобу. Я не розповів про це ні матері, ні батьку, ні дружині, ні дітям. Я тримав це в секреті. Але тепер, коли я закінчив футбольну кар'єру, я хочу, щоб про це дізналися всі |
| — Паскаль Нума | |

В липні 2000 року Нума став гравцем турецького «Бешикташа», створивши атакувальне тріо з Ахметом Дурсуном і Ніхатом Кахведжі. За підсумками сезону Паскаль забив 18 голів і став найрезультативнішим гравцем команди, а також одним з найкращих стрільців в лізі. По завершенні сезону Нума повернувся на батьківщину, ставши гравцем «Марселя», але закріпитись у новій команді не зумів — за сезон зіграв лише 11 матчів у чемпіонаті і забив тільки один гол. 
Влітку 2002 року Нума повернувся в «Бешикташ», з яким він виграв чемпіонат Туреччини. 20 квітня 2003 року в дербі проти «Фенербахче» Нума, забивши гол, спочатку зняв футболку, а потім засунув руку в труси і зобразив мастурбацію. Турецька федерація на сім місяців відлучила гравця від матчів на полях країни, а Рада директорів «Бешикташа» вирішила розірвати контракт з гравцем «за поведінку, не сумісну з моральним образом гравця турецького клубу», якому навіть не було дозволено взяти участь у святкуванні чемпіонства, яке клуб здобув того сезону. 
|                | Я просто втратив голову від радості: вперше за місяць забив гол. Вибачте мене! Я ж не мав нічого проти кого б то не було! Просто я звик таким жестом виражати свою радість. Ну непереборна сила тягне мої руки в труси в такі хвилини, як ви не розумієте?! |
| — Паскаль Нума | |

Після цього гравець відправся в катарський «Аль-Хор», де грав до наступного року.
Завершив професійну ігрову кар'єру у шотландському клубі «Лівінгстон», за який виступав протягом 2004–2005 років.

## Титули і досягнення
- Володар Кубка Франції (1):

«Парі Сен-Жермен»: 1994-95
- Володар Кубка французької ліги (3):

«Парі Сен-Жермен»: 1994-95
«Страсбур»: 1996-97
«Ланс»: 1998-99
- Володар Суперкубка Франції (1):

«Парі Сен-Жермен»: 1995
- Чемпіон Туреччини (1):

«Бешікташ»: 2002-03
- Переможець Кубка володарів кубків (1):

«Парі Сен-Жермен»: 1995-96